# Communauté de communes du Bocage vitréen
La communauté de communes du Bocage vitréen est une ancienne communauté de communes française, située dans le département de l'Ille-et-Vilaine, en région Bretagne.

## Histoire
La communauté de communes a été créée le 1er janvier 1993 et regroupait trente-et-une communes des cantons d'Argentré-du-Plessis, Vitré-Est et Vitré-Ouest. Elle a succédé au SIDEC (Syndicat intercommunal de développement économique et culturel) du Pays de Vitré créé en mai 1989.
Le 1er janvier 2002, l'intercommunalité fusionne avec la communauté de communes du Pays de Châteaubourg pour former Vitré Communauté.

## Composition
Elle regroupait 31 communes :
| Nom                       | Code Insee | Gentilé          | Superficie (km2) | Population (dernière pop. légale) | Densité (hab./km2) |
| ------------------------- | ---------- | ---------------- | ---------------- | --------------------------------- | ------------------ |
| Vitré (siège)             | 35360      | Vitréens         | 37,03            | 17 571 (2014)                     | 475                |
| Argentré-du-Plessis       | 35006      | Argentréens      | 41,46            | 4 290 (2014)                      | 103                |
| Balazé                    | 35015      | Balazéens        | 36,66            | 2 281 (2014)                      | 62                 |
| Bréal-sous-Vitré          | 35038      | Bréalais         | 5,75             | 659 (2014)                        | 115                |
| Brielles                  | 35042      | Briellois        | 11,40            | 716 (2014)                        | 63                 |
| Champeaux                 | 35052      | Champéens        | 9,83             | 484 (2014)                        | 49                 |
| La Chapelle-Erbrée        | 35061      | Capellois        | 11,98            | 679 (2014)                        | 57                 |
| Châtillon-en-Vendelais    | 35072      | Châtillonnais    | 32,03            | 1 711 (2014)                      | 53                 |
| Cornillé                  | 35087      | Cornilléens      | 12,47            | 961 (2014)                        | 77                 |
| Domalain                  | 35097      | Domalinois       | 33,54            | 1 974 (2014)                      | 59                 |
| Erbrée                    | 35105      | Erbréens         | 35,52            | 1 664 (2014)                      | 47                 |
| Étrelles                  | 35109      | Étrellais        | 27,17            | 2 557 (2014)                      | 94                 |
| Gennes-sur-Seiche         | 35119      | Gennois          | 18,50            | 919 (2014)                        | 50                 |
| Landavran                 | 35141      | Landavranais     | 5,01             | 683 (2014)                        | 136                |
| Marpiré                   | 35166      | Marpiréens       | 10,62            | 1 085 (2014)                      | 102                |
| Mecé                      | 35170      | Mécéens          | 15,63            | 595 (2014)                        | 38                 |
| Mondevert                 | 35183      | Mondevertais     | 5,02             | 813 (2014)                        | 162                |
| Montautour                | 35185      | Montaltoriens    | 6,90             | 261 (2014)                        | 38                 |
| Montreuil-des-Landes      | 35192      | Montreuillais    | 9,42             | 246 (2014)                        | 26                 |
| Montreuil-sous-Pérouse    | 35194      | Montreuillais    | 15,49            | 1 026 (2014)                      | 66                 |
| Le Pertre                 | 35217      | Pertrais         | 43,63            | 1 408 (2014)                      | 32                 |
| Pocé-les-Bois             | 35229      | Pocéens          | 14,84            | 1 259 (2014)                      | 85                 |
| Princé                    | 35232      | Princéens        | 12,36            | 374 (2014)                        | 30                 |
| Saint-Aubin-des-Landes    | 35252      | Saint-Aubinois   | 10,28            | 927 (2014)                        | 90                 |
| Saint-Christophe-des-Bois | 35260      | Christophéens    | 9,26             | 586 (2014)                        | 63                 |
| Saint-Germain-du-Pinel    | 35272      | Germanais        | 11,30            | 902 (2014)                        | 80                 |
| Saint-M'Hervé             | 35300      | Saint-M'Hervéens | 29,68            | 1 381 (2014)                      | 47                 |
| Taillis                   | 35330      | Taillissiens     | 12,27            | 1 020 (2014)                      | 83                 |
| Torcé                     | 35338      | Torcéens         | 14,03            | 1 170 (2014)                      | 83                 |
| Val-d'Izé                 | 35347      | Izéens           | 43,79            | 2 567 (2014)                      | 59                 |
| Vergéal                   | 35350      | Vergéalais       | 11,21            | 791 (2014)                        | 71                 |

## Administration

### Siège
Le siège de la communauté de communes était à Vitré, 61 rue Notre Dame.

### Élus
|                                                                 | Attributions               | Identité           | Qualité                                   |
| --------------------------------------------------------------- | -------------------------- | ------------------ | ----------------------------------------- |
| 1er                                                             | Logement et commerce       | Pierre Méhaignerie | Maire de Vitré                            |
| 2e                                                              | Économie et emploi         | Dominique de Legge | Maire du Pertre                           |
| 3e                                                              | Animation et communication | Pierre Hurault     | 2e adjoint au maire d'Argentré-du-Plessis |
| 4e                                                              | Sports                     | Bernard Beaudouin  | Maire de Saint-M'Hervé                    |
| 5e                                                              | Environnement et paysage   | Louis Ménager      | Maire de Montreuil-sous-Pérouse           |
| 6e                                                              | Tourisme et patrimoine     | Christian Sacher   | Maire de Châtillon-en-Vendelais           |
| Source : Annuaire des élus, Dimanche Ouest-France, 27 mai 2001. |                            |                    |                                           |

### Liste des présidents
| Période      | Période       | Identité       | Étiquette | Qualité                          |
| ------------ | ------------- | -------------- | --------- | -------------------------------- |
| février 1993 | 1995          | Jean Poirier   | UDF-CDS   | Maire de Val-d'Izé (1963 → 2001) |
| 1995         | décembre 2001 | Auguste Fauvel | DVD       | Maire de Marpiré (1977 → 2015)   |